# 환난
환난(患難, 고대 그리스어: θλῖψις μεγάλη) 또는 대환난(大患難, 영어: Great Tribulation)은 마태복음 24장 21절 및 신약성경의 다른 구절들에 언급된 사건의 이름이다. 기독교의 미래학자가 기독교의 종말론을 보는 관점에서 환난은 상대적으로 짧은 시간(7년)이며, 휴거 이전에 하나님을 따르지 않아 땅에 남은 사람 누구나 전 세계적인 고난, 재앙, 기근, 전쟁, 고통을 겪게 되며 이로써 2차 재림이 오기 전에 지구 상의 75%의 생명이 없어질 것으로 보고 있다.
기독교의 과거주의적인 관점에서 환난은 로마 군대가 예루살렘을 파괴할 때 전 세계 인류가 아닌 유대 사람들에만 영향을 미친 제1차 유대-로마 전쟁에서 이미 끝이 난 것으로 본다.

## 추가 문헌
- The Great Tribulation: Past or Future by Thomas Ice and Kenneth L. Gentry Jr. (Kregel Publications, 1999) ISBN 0-8254-2901-3
- Four Views on the Book of Revelation by Kenneth L. Gentry Jr., Sam Hamstra Jr., C. Marvin Pate and Robert L. Thomas (Zondervan, 1998) ISBN 0-310-21080-1

## 같이 보기
- 최후의 심판
- 말세(마지막 날)
- 휴거
- 조지아 가이드스톤(영어판)